# 西山隧道 (太原市)
西山隧道是中国山西省太原市西环高速公路至古交市的太古高速公路的主要组成部分之一。2008年12月26日开工建设，于2012年7月12日建成通车，全长13.63公里，通车当年是中国境内仅次于陕西秦岭终南山隧道的第二长高速公路隧道，2018年被银昆高速的米仓山隧道超过。